# Kennington, Australien
Kennington är en del av en befolkad plats i Australien. Den ligger i kommunen Greater Bendigo och delstaten Victoria, omkring 130 kilometer nordväst om delstatshuvudstaden Melbourne. Antalet invånare är 5 830.
Runt Kennington är det glesbefolkat, med 8 invånare per kvadratkilometer.. Närmaste större samhälle är Bendigo, nära Kennington. 
I omgivningarna runt Kennington växer huvudsakligen savannskog. Genomsnittlig årsnederbörd är 618 millimeter. Den regnigaste månaden är februari, med i genomsnitt 87 mm nederbörd, och den torraste är januari, med 17 mm nederbörd.